# Tom Lubensky
Tom C. Lubensky  (* 7. Mai 1943 in Kansas City, Missouri) ist ein US-amerikanischer theoretischer Festkörperphysiker.

## Leben
Lubensky studierte am Caltech mit dem Bachelor-Abschluss 1964 sowie an der Harvard University mit dem Master-Abschluss in Physik 1965 und der Promotion 1969. Als Post-Doktorand war er an der Universität Paris-Süd in Orsay und 1970/71 an der Brown University. 1971 wurde er Assistant Professor und 1980 Professor an der University of Pennsylvania. 1981/82 war er Gastprofessor an der Universität Paris VI und von 1990 bis 1995 war er Berater von Exxon Research.
Er forschte über verschiedenste Weiche Materie wie Flüssigkristalle, Quasikristalle und komplexe Flüssigkeiten, den Eigenschaften ihrer Phasen einschließlich elastische und hydrodynamische Theorie, topologischer Defektstruktur, (gebrochenen) Symmetrien und thermodynamischen Fluktuationen, die er mit der Renormierungsgruppe untersucht. Unter anderem sagte er die Twist-Grain-Boundary Phase (TGB) in Flüssigkristallen vorher, als Analogon zum Vortexgitter in Typ 2 Supraleitern nach  Abrikosow, wobei schraubenförmige Defekte (wiederholte Verdrehungen der Schichtstruktur der smektischen Phase) die Rolle der magnetischen Flussschläuchen übernehmen.
2004 erhielt er den Oliver E. Buckley Condensed Matter Prize für entscheidende Beiträge zur theoretischen Festkörperphysik einschließlich der Vorhersage und Aufklärung der Eigenschaften neuer, teilweise geordneter Phasen komplexer Materialien. Lubensky ist Fellow der American Physical Society (1985), der National Academy of Sciences (2002), der American Association for the Advancement of Science (2000) sowie der American Academy of Arts and Sciences (2008). 1975 war er Sloan Research Fellow und 1981/82 Guggenheim Fellow.
Er ist seit 1968 verheiratet und hat einen Sohn und eine Tochter.

## Schriften
- mit Paul Chaikin Principles of Condensed Matter Physics, Cambridge University Press 1995